# Waigolshausen
Waigolshausen település Németországban, azon belül Bajorországban. Lakosainak száma 2759 fő (2023. december 31.).

## Népesség
A település népessége az elmúlt években az alábbi módon változott:
| Lakosok száma | 2772 | 1473 | 2822 | 2815 | 2775 | 2770 | 2744 | 2719 | 2682 | 2759 |
|               | 1970 | 1975 | 2011 | 2012 | 2014 | 2015 | 2017 | 2019 | 2022 | 2023 |